# Luis Armando Bambarén Gastelumendi
Luis Armando Bambarén Gastelumendi SJ (* 14. Januar 1928 in Yungay; † 19. März 2021) war ein peruanischer Ordensgeistlicher und römisch-katholischer Bischof von Chimbote. Er war von 1999 bis 2003 Präsident der peruanischen Bischofskonferenz.

## Leben
Luis Armando Bambarén Gastelumendi war der Sohn von Alfredo Bambarén Figueroa und seiner Ehefrau Luisa Gastelumendi, er war das fünfte von acht Kindern. Nach der Grundschule in seinem Heimatort besuchte er das Colegio de la Inmaculada in Lima. 1944 trat er der Ordensgemeinschaft der Jesuiten bei. Von 1949 bis 1952 studierte er in Spanien Philosophie, von 1952 bis 1955 unterrichtete er an einem Gymnasium seines Ordens in Lima, von 1955 bis 1958 studierte er Theologie an der Theologischen Fakultät von Granada. Am 15. Juli 1958 empfing er in Madrid die Priesterweihe. Er war zunächst in Mexiko und Kolumbien in der Seelsorge tätig. 1961 wurde er stellvertretender Direktor des Colegio de la Inmaculada de Lima. 1964 wurde er Rektor des Colegio San Ignacio de Loyola de Piura. 1965 gründete er das Instituto de Mecánica Agrícola e Industria Loyola.
Papst Paul VI. ernannte ihn am 1. Dezember 1967 zum Weihbischof in Lima und Titularbischof von Sertei. Der Erzbischof von Lima Juan Kardinal Landázuri Ricketts OFM spendete ihm am 7. Januar des folgenden Jahres die Bischofsweihe; Mitkonsekratoren waren Ricardo Durand Flórez SJ, Bischof von Cuzco, und Alcides Mendoza Castro, Erzbischof ad personam des Peruanischen Militärordinariates. Erzbischof Landázuri betraute ihn vor allem mit der Seelsorge in den Pueblos jóvenes, den Armensiedlungen am Rande der sich immer weiter ausdehnenden Metropole Lima.
Am 2. Juni 1978 wurde Bambarén zum Prälat von Chimbote ernannt. Mit der Erhebung der Territorialprälatur zum Bistum wurde er am 6. April 1983 zum ersten Bischof von Chimbote ernannt. Von 1999 bis 2003 war er Präsident der peruanischen Bischofskonferenz.
Am 4. Februar 2004 nahm Papst Johannes Paul II. seinen altersbedingten Rücktritt an. Bischof Bambarén Gastelumendi starb im März 2021 nach intensivmedizinischer Versorgung im Alter von 93 Jahren an einer COVID-19-Erkrankung.

## Auszeichnungen und Ehrungen
- Medalla de Oro de Santo Toribio de Mogrovejo (Peru, 2003)